# Cat 1
Cat #1 es el tercer álbum en estudio del exbaterista de Kiss de la banda Peter Criss lanzado en 1994.

## Canciones
1. Bad Attitude (Peter Criss, Mark Montague, Carrion) – 4:33
2. Walk the Line (Criss, Montague) – 3:47
3. The Truth (Montague, Criss, Tosetti) – 4:53
4. Bad People Burn in Hell (Criss, Naro) – 3:46
5. Show Me (Montague, Mike Stone, Criss, Bardowell) – 4:03
6. Good Times (Criss, Kirk Miller, Montague) – 4:37
7. Strike (Criss, Montague) – 4:45
8. Blue Moon over Brooklyn (Criss, Naro) – 5:22
9. Down With the Sun (Criss, Montague) – 4:37
10. We Want You (Carrion, Montague) – 3:47
11. Beth (Criss, Stan Penridge, Bob Ezrin) – 2:27

- Datos: Q1050035